# Валентность (психология)
Валентность (лат. valentia — «сила») — аффективное качество, заключающееся в субъективной привлекательности (положительная валентность) или непривлекательности (отрицательная валентность) для человека предметов, событий или ситуаций.
Амбивалентность в таком случае может быть рассмотрена как конфликт между носителями положительной и отрицательной валентности.

## Происхождение термина
В психологическом контексте термин «валентность» был впервые употреблён в работах Курта Левина в 1933 году, заменив собой понятие «побудитель» (нем. Aufforderungscharakter). Вводя термины, заимствованные из физики, химии и математики, К. Левин стремился приблизить психологию к естественно-научным дисциплинам. В отличие от химической валентности, которая может быть только положительной, психологическая валентность может быть как положительной, так и отрицательной, а предметы или действия могут терять и приобретать валентность в соответствии с потребностями человека.

## Значение в теории Курта Левина
Курт Левин обозначил валентностью свойство предметов воздействовать на человека и вызывать специфическое напряжение, требующее разрядки. Предметы как бы требуют от нас выполнения по отношению к себе определённой деятельности. Эксперименты Левина доказывали, что для каждого человека эта валентность имеет свой знак, хотя в то же время существуют такие предметы, которые для всех имеют одинаково притягательную или отталкивающую силу. Положительной валентностью будут обладать объекты, которые, по мнению человека, смогут привести к разрядке напряжения, а отрицательной — те, что могут представлять опасность или поспособствовать увеличению напряжения. Стоит отметить, что окружающие предметы и события начинают обладать определённой валентностью только в психике человека, при этом их валентность не постоянна, она может изменяться в процессе деятельности субъекта. Валентностью могут обладать не только представленные в данный момент предметы, но и воспоминания о них или убеждения, связанные с ними.
Согласно К. Левину, концепция валентности объектов не подразумевает определённого источника привлекательности или непривлекательности объектов. Его теория утверждает лишь то, что в данный момент этого конкретного человека объект притягивает или отталкивает по какой-либо причине. Предметы могут обретать валентность в связи с текущим физическим или эмоциональным состоянием человека, его социальной ситуацией.
Многие объекты внешнего окружения, формы поведения и цели могут приобретать валентность не на основе собственных потребностей индивида, а посредством влияния (запрета, приказа или примера) со стороны другого человека.
Валентность играет ключевую роль в возникновении конфликтной ситуации. К. Левин выделил три основных типа конфликта: 1) индивид находится между двумя объектами с положительной валентностью примерно одинаковой силы; 2) индивид находится между двумя объектами с отрицательной валентностью примерно одинаковой силы; 3) один и тот же объект обладает для индивида положительной и отрицательной валентностью.

## Валентность эмоций
С помощью валентности также могут быть охарактеризованы отдельные эмоции. Например, страх и гнев, которые относят к негативным эмоциям, имеют отрицательную валентность, а радость — положительную валентность. Эмоции, обладающие определённой валентностью, вызываются предметами, событиями или ситуациями с таким же типом валентности. Наличие валентности является одной из основных характеристик эмоций, поэтому играет ключевую роль при определении субъективного переживания как эмоции.

## Измерение и оценка
Валентность (Va), по Левину, есть функция напряжения потребности личности (t, tension) и воспринимаемой природы целевого объекта (G, goal): Va(G) = F(t, G). Отношения между t и G в полной мере не были разработаны Левином в его теоретической работе по измерению психологических сил. Если объект вызывает в личности потребность (напряжённую систему), то сила валентности возрастает на определенную величину и, соответственно, увеличиваются силы поля. Таким образом, конкретного ответа на вопрос о том, как измерить валентность, нет. Предположительно, валентность может быть количественно измерена с помощью опросников на основе самоотчёта, где респондент присваивает ей определённое число, но валидность такой субъективной оценки ставится под сомнение.
Возможными вариантами решения проблемы измерения валентности могут быть наблюдение за выражениями лица с применением системы кодирования лицевых движений (СКЛиД), регистрация мышечной активности с использованием лицевой электромиографии, или применение современных возможностей нейровизуализации. По данным уже проведённых исследований в этой области, эмоциональная валентность представлена в области правой задней верхней височной борозды и медиальной зоне префронтальной коры.